# أوليفر إدواردز
أوليفر إدواردز (بالإنجليزية: Oliver Edwards)‏ هو ضابط أمريكي، ولد في 30 يناير 1835 في سبرينغفيلد في الولايات المتحدة، وتوفي في 28 أبريل 1904 في وارسو في الولايات المتحدة.